# (You Drive Me) Crazy
(You Drive Me) Crazy – trzeci singel amerykańskiej piosenkarki pop Britney Spears z jej debiutanckiego albumu ...Baby One More Time oraz jest też singlem ze ścieżki dźwiękowej do filmu Drive Me Crazy.
Oficjalny remixem piosenki jest The Stop! Remix i razem z nim umieszczona jest pierwsza wersja utworu, na soundtracku filmu Drive Me Crazy wydanego 28 września 1999 roku (w tym samym dniu co data wydania singla w USA).
Gościnnie w teledysku do piosenki wystąpili amerykańscy aktorzy  Melissa Joan Hart i Adrian Grenier.
Teledysk ukazuje Britney jako kelnerkę w klubie nocnym, która zamienia się w imprezowiczkę i tańczy ze wszystkimi.

## B-Side'y
| #  | B-Side                       | Czas |
| -- | ---------------------------- | ---- |
| 1. | "Autumn Goodbye"             | 3:47 |
| 2. | "I'll Never Stop Loving You" | 3:41 |

## Certyfikaty
Światowa sprzedaż singla wynosi ponad 4 miliony kopii (dokładnie: 4.192.000), jednak ok. 645.000 z całości zostało nagrodzonych certyfikatami:
- Platyna
  - Australia – 35.000+
  - Szwecja – 10.000+
- Złoto
  - Francja – 200.000+
  - Niemcy – 150.000+
  - Nowa Zelandia – 5.000+
- Srebro
  - Wielka Brytania – 200.000+

## Pozycje na listach
| Notowanie (1999)                 | Najwyższa Pozycja |
| -------------------------------- | ----------------- |
| United World Chart               | 1                 |
| Austrian Singles Chart           | 10                |
| Australian ARIA Singles Chart    | 9                 |
| Canadian Singles Chart           | 8                 |
| Dutch Top 40                     | 2                 |
| Danish Singles Chart             | 1                 |
| Eurochart Hot 100 Singles        | 2                 |
| Finnish Singles Chart            | 3                 |
| French Singles Chart             | 2                 |
| Israeli Singles Chart            | 1                 |
| Italy Singles Chart              | 5                 |
| Irish Singles Chart              | 3                 |
| German Singles Chart             | 4                 |
| Latvian Singles Chart            | 1                 |
| New Zealand RIANZ Singles Chart  | 5                 |
| Norwegian Singles Chart          | 1                 |
| Mexican Singles Chart            | 1                 |
| Philippine Top Hits              | 1                 |
| Portuguese Chart                 | 1                 |
| Swedish Singles Chart            | 1                 |
| Swiss Singles Chart              | 4                 |
| Spain Los 40 Principales         | 1                 |
| UK Singles Chart                 | 5                 |
| U.S. Billboard Hot 100           | 10                |
| U.S. Billboard Top 40 Tracks     | 3                 |
| U.S. Billboard Top 40 Mainstream | 4                 |

- Wszystkie pozycje notowane są ze "Stop Remix".

## Formaty i track listy singla
| Brytyjski CD Singel (0550582) 1. "(You Drive Me) Crazy" [The Stop Remix!] – 3:16 2. "(You Drive Me) Crazy" [Spacedust Dark Dub] – 9:15 3. "(You Drive Me) Crazy" [Spacedust Club Mix] – 7:20 Brytyjski Singel Kasetowy (0550584) 1. "(You Drive Me) Crazy" [The Stop Remix!] – 3:16 2. "I'll Never Stop Loving You" – 3:41 Brytyjski/Amerykański Promo CD (JDJ-42606-2) 1. "(You Drive Me) Crazy" [The Stop Remix!] – 3:16 2. "(You Drive Me) Crazy" [The Stop Remix! Instrumental] – 3:16 Europejski/Australijski CD Singel (0550672) 1. "(You Drive Me) Crazy" [The Stop Remix!] – 3:16 2. "(You Drive Me) Crazy" [The Stop Remix! Instrumental] – 3:16 3. "I'll Never Stop Loving You" – 3:41 | Tajwański/Hongkoński CD Singel (0550672) 1. "(You Drive Me) Crazy" [The Stop Remix!] – 3:16 2. "(You Drive Me) Crazy" [Spacedust Dark Dub] – 9:15 3. "(You Drive Me) Crazy" [Spacedust Club Mix] – 7:20 4. "Autumn Goodbye" – 3:40 Japoński CD Singel (AVCZ95137) 1. "(You Drive Me) Crazy" [The Stop Remix!] – 3:16 2. "I'll Never Stop Loving You" – 3:41 3. "...Baby One More Time" [Davidson Ospina Chronicles Dub] – 6:30 4. "Sometimes" [Soul Solution Drum Dub] – 4:56 5. "(You Drive Me) Crazy" [The Stop Remix! Instrumental] – 3:16 6. "Sometimes" [Thunderpuss 2000 Club Mix] – 8:02 Kolumbijski CD Singel 1. "(You Drive Me) Crazy" [Album Version] – 3:18 2. "(You Drive Me) Crazy" [The Stop Remix!] – 3:16 3. "(You Drive Me) Crazy" [Spacedust Radio Mix] – 4.16 4. "(You Drive Me) Crazy" [Spacedust Club Mix] – 7.33 |

## Remiksy/Inne wersje
| - Album Version – 3:21 - The Stop Remix! – 3:16 - The Stop Remix! (Instrumental) – 3:16 - Jazzy Jim's Hip-Hop Mix – 3:40 - Jazzy Jim's Hip-Hop Bonus Beats – 3:36 - Pimp Juice's Souled Out 4 Tha Suits Vocal Mix – 6:30 - Pimp Juice's "Donkey Punch" Dub – 7:10 - Spacedust Radio Mix – 4.16 - Spacedust Club Mix – 7:33 - Spacedust Dark Dub – 9:05 - Spacedust Pop Vocal Mix – 8:00 | - Mike Ski's Dub – 8:24 - Mike Ski's Horn Build – 3:03 - The Rascal Dub – 6:16 - Johnick Dub – 6:31 Nieoficjalnie wydane: - Lenny Bertoldo X Club Mix – 7:02 - ...Baby One More Time/Crazy Medley (Unreleased – Billboard Awards 1999) - Wade Robson Remix (Instrumental) – 1:34 (From Wade Robson's Dance Beats, Vol. 1) |